# Submatix
Submatix 100 ST este un aparat recirculator în circuit semiînchis produs în Germania în anul 2003.

Aparatul a fost special conceput pentru scufundări cu caracter sportiv (scufundare la epave, explorare, filmare subacvatică, fotografiere subacvatică) până la adâncimea maximă de 40 m, fiind asemănător în construcție și funcționare cu recirculatoarele Dräger Atlantis I, Dräger Ray și Azimuth. Este certificat CE fiind folosit și comercializat în UE.

Submatix 100 ST folosește amestecuri respiratorii Nitrox preparate având diferite concentrații, amestecul fiind livrat scafandrului la debit constant.
Amestecurile care se pot folosi cu Submatix 100 ST sunt 80%, 60%, 50%, 40%, 32% concentrație de oxigen pentru care se utilizează ajutaje de injecție de dimensiune fixă, la debite cuprinse între 3,3...16,2 l/min.
| Amestec (% O2) | Culoare ajutaj | Debit minim (l/min) | Debit maxim (l/min) |
| -------------- | -------------- | ------------------- | ------------------- |
| 80             | Verde          | 3,3                 | 4,3                 |
| 60             | Negru          | 5,1                 | 6,4                 |
| 50             | Roșu           | 6,0                 | 7,95                |
| 40             | Albastru       | 9,4                 | 11,3                |
| 32             | Galben         | 14,2                | 16,2                |

Monitorizarea presiunii parțiale de O2 (PPO2), se face de către scafandru prin intermediul unui display ce poate fi purtat și la încheietură.

## Alte date tehnice
- Butelii: 2 butelii din oțel de 2l fiecare pentru amestec Nitrox, încărcate la presiunea de 200 bar; (opțional se pot folosi și butelii din aluminiu de 4l fiecare).
- Capacitate canistră cu epurator: 1,8 kg de Sofnolime cu durata de 3 ore; se poate folosi și alt tip de absorbant (Divesorb, Sofnolime, Spherasorb, SodaLime)
- Temperatura optimă de funcționare: +4 °C...+34 °C
- Greutate: 15 kg cu absorbant
- Dimensiuni: 670 x 390 x 170 mm